# Ghiacciaio Green (Terra di Oates)
Il ghiacciaio Green è un ghiacciaio tributario lungo circa 11 km situato nella regione meridionale della Terra di Oates, nell'Antartide orientale. Il ghiacciaio, il cui punto più alto si trova a circa 1700 m s.l.m., si trova nell'entroterra costa di Hillary e ha origine dal versante nord-orientale dei colli Meteorite, nella regione occidentale dei monti Darwin, dove fluisce verso nord, scorrendo lungo il versante occidentale della cresta Haskell, fino a unire il proprio flusso a quello del ghiacciaio Darwin.

## Storia
Il ghiacciaio Green è stato mappato nel 1958 da parte della squadra della spedizione Fuchs-Hillary, condotta nel 1955-1958, di stanza su ghiacciaio Darwin, e fu così battezzato dal Comitato neozelandese per i toponimi antartici in virtù del colore della sua superficie ("green" in inglese significa "verde").